# She Bop
She Bop ist ein Lied von Cyndi Lauper, das erstmals auf ihrem 1983 erschienenen Album She’s So Unusual veröffentlicht wurde.

## Geschichte
She Bop erschien im Juli 1984 als Singleauskopplung mit dem Stück Witness als B-Seite. Der Song wurde ein kommerzieller Erfolg, erreichte am 8. September 1984 Platz 3 in den USA und verbrachte insgesamt 25 Wochen in den Billboard Hot 100. Am 17. April 1989 wurde She Bop in den USA mit Gold ausgezeichnet. Im Jahr 1984 wurde Cyndi Lauper mit She Bop die erste Frau, die vier Top-Ten-Hits nacheinander in den USA landen konnte. In Österreich und der Schweiz war She Bop ebenfalls erfolgreich und erreichte jeweils Platz 5 und 10. In Deutschland wurde Platz 19 erreicht. Im Vereinigten Königreich kam die Single bis auf Platz 46.
Der Song ist auf allen Best-of-Alben von Cyndi Lauper enthalten, allerdings meist in der Albumversion, die sich von dem als Single veröffentlichten Remix deutlich unterscheidet. Die Single-Version findet sich nur auf der 1994 erschienenen Compilation Twelve Deadly Cyns.
Für ihr 2005 erschienenes Album The Body Acoustic nahm Lauper She Bop noch einmal als Ballade auf. Das Stück wurde insgesamt in mindestens 32 Versionen veröffentlicht.

## Kontroversen
Das Lied galt als umstritten, da der Text das Thema weibliche Masturbation mit Bezug auf das homosexuelle Erotik-Magazin Blueboy behandelt. Aufgrund des sexuellen Inhalts wurde She Bop in die „Filthy Fifteen“-Liste (Schmutzige-15-Liste) des Parents Music Resource Centers aufgenommen. Mit einem Aufkleber auf der Plattenhülle wurde darauf hingewiesen, dass das Lied nur für erwachsene Personen geeignet sei.

## Coverversionen
Das Lied wurde mehrfach gecovert, unter anderem von James Last (1984), Eläkeläiset (1998), One Fine Day (2006) oder GWAR.